# جیتزریا
جیتزریا (به ایتالیایی: Gizzeria) یک کومونه در ایتالیا است که در استان کاتانزارو واقع شده‌است.

## خصوصیات
جیتزریا ۳۵٫۹ کیلومترمربع مساحت و ۴٬۷۰۹ نفر جمعیت دارد و ۶۳۰ متر بالاتر از سطح دریا واقع شده‌است.